# Яспер Силесен
Якобус Антониус Петер Силесен (на нидерландски: Jacobus Antonius Peter Cillessen, роден на 22 април 1989 година в Неймеген, Нидерландия), по-известен като Яспер Силесен, е нидерландски футболист, вратар, настоящ играч на НЕК Неймеген.

## Клубна кариера
Силесен е роден в Неймеген. Започва да тренира футбол през 1996 година в малкия местен отбор Де Треферс, преди да се премести в школата на НЕК. На 28 август 2010 г. прави дебюта си за мъжкия състав, замествайки контузения титуляр, като впоследствие е избран за Играч на мача. След това се превръща в титуляр през целия сезон.

### Аякс
На 27 август 2011 г. преминава в Аякс за сумата от €3 милиона евро. Записва първия си мач за отбора месец по-късно, като Аякс печели мача с 3–1. В Амстердам остава до лятото на 2016 г., като за периода от 5 години записва над 100 официални мача и става шампион на Холандия три пъти.

### Барселона
Трансфериран е в испанския гранд Барселона през август 2016 година, заемайки мястото на напусналия Каталунците Клаудио Браво. Сумата по трансфера е €13 милиона евро.

### Национален отбор
След като преминава в Аякс, Силесен става трети вратар в националния отбор. Тогавашният селекционер на Лалетата – Берт ван Марвайк, го включва в разширения състав за Евро 2012, но не и в окончателния.
След края на Евро 2012 Марвайк е заменен от Луис ван Гаал, който започва да налага Силесен като титуляр.
На световното първенство през 2014 г. Силесен е титулярен страж, като помага на отбора да достигне до бронзов медал.

## Успехи

### Аякс
- Шампион на Холандия (3): 2011-12, 2012-13, 2013-14
- Турнир Йохан Кройф (1): 2013

### Холандия
- Световно първенство (бронзов медал) (1): 2014